# Ephesia jonasii
Ephesia jonasii là một loài bướm đêm trong họ Noctuidae.